# Prionoryctes camerunus
Prionoryctes camerunus är en skalbaggsart som beskrevs av Heinrich Bernward Prell 1914. Prionoryctes camerunus ingår i släktet Prionoryctes och familjen Dynastidae. Inga underarter finns listade i Catalogue of Life.